# Daniel Restrepo
Daniel Restrepo García (24 marzo 2000) è un tuffatore colombiano.

## Biografia
Ha rappresentato la Colombia ai campionati mondiali di nuoto di Budapest 2017 e Gwangju 2019.

## Palmarès
| Anno | Manifestazione            | Sede              | Evento          | Risultato | Prestazione | Note  |
| ---- | ------------------------- | ----------------- | --------------- | --------- | ----------- | ----- |
| 2017 | Mondiali                  | Budapest          | Trampolino 1m   | 20º P     | 339,50 p.   |       |
| 2018 | Giochi olimpici giovanili | Buenos Aires      | Trampolino 3m   | Oro       | 576,05 p.   | [ 1 ] |
| 2018 | Giochi olimpici giovanili | Buenos Aires      | Piattaforma 10m | 12º       | 370,85 p.   |       |
| 2018 | Giochi olimpici giovanili | Buenos Aires      | Squadra mista   | Oro       | 391,35 p.   |       |
| 2019 | Mondiali                  | Gwangju           | Trampolino 1m   | 18º P     | 328,05 p.   |       |
| 2019 | Mondiali                  | Gwangju           | Trampolino 3m   | 14º SF    | 413,95 p.   |       |
| 2019 | Mondiali                  | Gwangju           | Sincro 3m       | 9º        | 381,36 p.   |       |
| 2019 | Giochi panamericani       | Lima              | Trampolino 1m   | 8º        | 366,20 p.   |       |
| 2019 | Giochi panamericani       | Lima              | Trampolino 3m   | Oro       | 468,10 p.   | [ 2 ] |
| 2019 | Giochi panamericani       | Lima              | Sincro 3m       | 4º        | 389,31 p.   |       |
| 2023 | Giochi panamericani       | Santiago del Cile | Sincro 3 m      | Argento   | 398,67      |       |